# Too Much Love Will Kill You
Too Much Love Will Kill You là một bài hát do Brian May, tay chơi ghi ta trong ban nhạc Queen, Frank Musker và Elizabeth Lamers sáng tác. Bài hát được thu âm vào khoảng trước và trong năm 1988, và nó dự định được đưa vào album 'The Miracle' làm năm 1989, nhưng có tin nói rằng Freddie Mercury không muốn cho bài hát vào trong album này, viện cớ bài hát là "Hay, nhưng không hay lắm" ("Good, but not that good"). Vào năm 1992, Brian May đã biểu diễn nó trong buổi hoà nhạc kỷ niệm Freddie Mercury. Bài hát cũng có trong album sô lô của anh cùng năm và được phát hành như một bài hát riêng lẻ và đã được đứng trong danh sách 10 bài hát hay nhất ở Anh. Bài hát mà tất cả (hoặc phần lớn) những người hâm mộ Queen nghe mà không có sự tham gia của Freddie là bài "Too Much Love Will Kill You" xuất hiện trong album 'Made In Heaven' làm năm 1995 của ban nhạc, trong bài đã thêm một số lời trong album phát hành 4 năm sau cái chết của Freddie. Kể từ khi đó thì có rất nhiều cuộc tranh luận giữa những người hâm mộ xem ai là người thể hiện bài hát hay nhất.
Vị trí xếp hạng của bài hát do Brian May thể hiện
Mỹ - xếp thứ 5 (9 tuần ltrong bảng xếp hạng)
Hà Lan - xếp thứ 1 (xếp thứ một trong 3 tuần, 12 tuần có trong bảng xếp hạng)
Úc - xếp thứ 18 (11 tuần trong bảng xếp hạng)
Vị trí xếp hạng của bài hát do Queen thể hiện
Anh - xếp thứ 15
Mỹ - N/A